# Heinrich Giller
Heinrich Giller (* 19. Juli 1701 in St. Gallen, Alte Eidgenossenschaft heute Schweiz; † 18. Juli 1764 in Herrnhut, Oberlausitz, Sachsen) war ein Schweizer Kaufmann und Mitglied der Herrnhuter Brüdergemeine.

## Leben
Heinrich Giller war der Sohn des Pfarrers Sebastian Giller, ein aus Montpellier geflüchteter Hugenotte, und dessen Ehefrau Katarina Giller, geborene Reynard.
Er erhielt ab 1716 eine kaufmännische Ausbildung in Lyon und war danach als Kaufmann tätig.
1733 kam er über den Pfarrer Samuel Lutz in Basel, Amsoldingen und Oberdiessbach mit pietistischen Kreisen in Verbindung und wurde 1740 in der Herrnhuter Brüdergemeine aufgenommen und war in deren Diensten in Genf, Marienborn, Basel und Pilgerruh bei Oldesloe tätig.
Mit dem Vermögen seiner Frau 1742 erwarb er von Friedrich von Wattenwyl (1665–1741) das Gut Montmirail (heute Gemeinde La Tène) für die Brüdergemeine und war bis 1746 dessen Vorsteher. Um zu verhindern, dass der Gemeindebesitz Anstoss erregte, wurde das Gut nominell 1753 an Niklaus von Wattenwyl (1695–1783) zurück verkauft.
In der Zeit von 1746 bis 1748 war er für die Brüdergemeine in Zeist, London, Herrnhaag und in Herrnhut; von 1748 bis 1754 war er wieder in der Schweiz und danach wieder in Herrnhut.
Heinrich Giller war seit dem 5. August 1741 mit Agnes (geb. von den Thurn; auch Im Thurm) († in Herrnhut), eine Tochter aus einer vermögenden Familie aus Schaffhausen und eine Schülerin von Hieronymus Annoni, verheiratet.